# Quererte así
Quererte así est une telenovela mexicaine diffusée en 2012 sur Azteca 13.

## Distribution
- María José Magán : Paulina Navarette Duncan
- Francisco Angelini : Rafael Romero
- Aura Cristina Geithner : Emilia Duncan
- Bernie Paz : Gustavo Navarette
- Gabriela Vergara : Marisela Santos
- Fernando Luján : Alfred "Fred" Roth
- Verónica Merchant : Carmela Ramírez
- Fernando Becerril : Ramón Romero
- Mauricio Barcelata : Alberto Santos
- María Fernanda Quiroz : Gabriela Navarette
- Wendy de los Cobos : Yolanda García
- Tomás Goros : Amílcar Ramírez
- Rodolfo Arias : Matías Santos
- Fabián Corres : Javier Valdés
- Guillermo Larrea : José María Ordóñez
- Eva Prado : Eva Romero
- Surya Macgregor : Esther Andrad
- Cynthia Vázquez : Silvia Andrade
- María de la Fuente : Perla Ramírez
- Gloria Stálina : Adalina Rivas
- Silvia Sáenz : Magali Valdés
- Germán Valdéz : Daniel Andrade
- Giovanni Florido : Genaro Ramírez
- Ricardo Hernández : Diego Aguirre
- Roberta Burns : Cristina Santos
- Ivonne Zurita : Bibiana
- Luis Santibañez : Gil Contreras
- Dadovian Sparza : Mauro
- Luciano Zacharski : Julián Valdés
- Ana Ofelia Murguía : Yuridia "Yuya" Domínguez
- Raúl Méndez : Marcial Andrade
- Enrique Becker : Antonio Duncan

## Diffusion internationale
| Pays       | Chaîne           | Titre        | Série première  |
| ---------- | ---------------- | ------------ | --------------- |
| Mexique    | Azteca Trece     | Quererte así | 16 avril 2012   |
| États-Unis | Azteca America   | Quererte así |                 |
| Malaisie   | Astro Bella      | Quererte así | 3 novembre 2012 |
| Malaisie   | Astro Mustika HD | Quererte así | 3 novembre 2012 |
| Venezuela  | Venevisión       | Quererte así |                 |
| Équateur   | RTS              | Quererte así |                 |
| Pérou      | ATV              | Quererte así |                 |